# Huno di Rustringen
Huno (1020 – 1088/1091) fu conte di Rustringen fino al 1088 o fino al 1091.
La Historia Monasterii Rastedensis riporta che nel 1059 fondò la chiesa di Rastede.
Dalla contea di Rüstringen derivò la generazione successiva la contea di Oldenburg, pertanto Huno è talvolta indicato come conte di Oldenburg.
Si sposò con Willa, dalla quale ebbe un figlio: Federico, balivo della chiesa di Rastede (Chiesa di san Ulrico di Augusta), chiesa che fece costruire nel 1059.